# Washington Park (Flórida)
Washington Park é uma Região censo-designada localizada no estado americano da Flórida, no Condado de Broward.

## Demografia
Segundo o censo americano de 2000, a sua população era de 1257 habitantes.

## Geografia
De acordo com o United States Census Bureau tem uma área de 1,0 km², dos quais 1,0 km² cobertos por terra e 0,0 km² cobertos por água.

## Localidades na vizinhança
O diagrama seguinte representa as localidades num raio de 8 km ao redor de Washington Park.